# Rhodos-Rundfahrt
Die Rhodos-Rundfahrt (International Tour of Rhodes) ist ein Etappenrennen für Radrennfahrer, das auf der griechischen Insel Rhodos stattfindet. Sie wurde erstmals 1987 ausgetragen. Nach einer mehrjährigen Pause fand sie erneut in den Jahren 1995 bis 2003 statt. Nach erneuter Pause steht die Rhodos-Rundfahrt seit 2017 zusammen mit dem International Rhodes Grand Prix wieder im Rennkalender der UCI und ist Bestandteil der UCI Europe Tour. Bekanntester Sieger war Fabian Cancellara, der das Rennen zweimal gewann.

## Palmarès
| Jahr | Sieger                 | Zweiter                      | Dritter               |
| ---- | ---------------------- | ---------------------------- | --------------------- |
| 1987 | Kanellos Kanellopoulos | Michalis Farantakis          | Georgios Maniatis     |
| 1995 | Vasilis Anastopoulos   | Kanellos Kanellopoulos       |                       |
| 1996 | Evgeni Golovanov       | Jaromír Purmenský            | Tomáš Sedláček        |
| 1997 | Jozef Regec            | Alexandre Kornatov           | Denis Menschow        |
| 1998 | Holger Sievers         | Heinz Marchel                | Robert Reynolds-Jones |
| 1999 | Arno Kaspret           |                              |                       |
| 2000 | Dennis Rasmussen       | Christian Van Dartel         | Friedrich Berein      |
| 2001 | Fabian Cancellara      | Alexei Michailowitsch Markow | Bradley Wiggins       |
| 2002 | Fabian Cancellara      | Kurt Asle Arvesen            | Michael Rogers        |
| 2003 | Bram Schmitz           | Sebastian Lang               | Thomas Bruun Eriksen  |
| 2015 | Vasileios Simantirakis | Pavlos Chalkiopoulos         | Georgios Karatzios    |
| 2017 | Colin Stüssi           | Åsmund Romstad Løvik         | Cyrille Thièry        |
| 2018 | Mirco Maestri          | Torstein Træen               | Syver Wærsted         |
| 2019 | Martijn Budding        | Markus Hoelgaard             | Roland Thalmann       |
| 2020 | Søren Wærenskjold      | Christian Koch               | Paweł Bernas          |
| 2021 | Fredrik Dversnes       | Christian Koch               | Stan Van Tricht       |
| 2022 | Louis Bendixen         | Lukas Meiler                 | Alexis Guérin         |
| 2023 | António Morgado        | Andréas Miltiádis            | André Drege           |
| 2024 | André Drege            | Alessandro Romele            | Colin Stüssi          |
| 2025 | Pierre-Henry Basset    | Ben Felix Jochum             | Colby Simmons         |